# Šarūnas
Šarūnas (pronunciar como Sharúnas) es un nombre propio masculino de origen lituano.
Su significado es "rápido, quien anda rápidamente". Esto se viene de antigua palabra lituana šarus.

## Día de nombre
- 19 de enero

## Variantes
- Femenino: Šarūnė

## Personalidades
- Šarūnas Jasikevičius – jugador lituano de baloncesto;
- Šarūnas Marčiulionis – jugador lituano de baloncesto;
- Šarūnas Nakas – compositor, escritor lituano;
- Šarūnas Bartas – director de cine lituano;
- Šarūnas Birutis – político lituano.